# حزب ملی باسوتو (لسوتو)
حزب ملی باسوتو (به انگلیسی: Basotho National Party) یک حزب سیاسی در کشور لسوتو است که در سال ۱۹۵۹ در دورهٔ استعمار باسوتولند توسط «لیابوا جاناتان» تأسیس شد. جاناتان از زمان انتخابات سراسری ۱۹۶۵ تا کودتای سال ۱۹۸۶ نخست‌وزیر لسوتو بود.
دفتر مرکزی حزب در ماسرو، پایتخت لسوتو قرار دارد. حزب ملی باسوتو مخالف ادغام لسوتو در آفریقای جنوبی بود و در جهت پایان تبعیض نژادی و افزایش مشارکت مردم باسوتو در حکومت و کسب‌وکار تلاش کرده است.

## تاریخچه
در انتخابات سال ۱۹۹۳، حزب ملی باسوتو نزدیک به ۲۳٪ آرا را کسب کرد اما هیچ کرسی در مجلس ملی به دست نیاورد و تمام ۶۵ کرسی به رقیب آن، حزب کنگره باسوتولند، رسید. این حزب در انتخابات سال ۱۹۹۸ نیز با کسب ۲۴.۵٪ آرا تنها یک کرسی کسب کرد. به دلیل ناکامی در کسب کرسی‌های انتخابیه، این حزب خواستار معرفی نظام نمایندگی تناسبی شد که در نهایت نظام انتخاباتی مختلط شامل ۴۰ کرسی تناسبی و ۸۰ کرسی حوزه‌ای تصویب شد.
«جاستین لیکانیا»، رهبر کودتای ۱۹۸۶، در سال ۱۹۹۹ به رهبری حزب انتخاب شد. در انتخابات عمومی ۲۰۰۲، حزب ۲۱ کرسی تناسبی را با کسب ۲۲.۴٪ آرا به دست آورد. از آن زمان، اختلافات داخلی در حزب مانع ایفای نقش مؤثر آن به عنوان اپوزیسیون شد. در انتخابات ۲۰۰۷، حزب تنها ۳ کرسی از ۱۲۰ کرسی مجلس را به دست آورد.

## عملکرد انتخاباتی
| انتخابات | آرای تناسبی        | درصد آرای تناسبی | کرسی‌ها    | تغییر نسبت به قبل | وضعیت در دولت   |
| -------- | ------------------ | ---------------- | --------- | ----------------- | --------------- |
| ۱۹۶۰     | –                  | –                | ۱ از ۸۰   | تازه‌وارد          | اپوزیسیون       |
| ۱۹۶۵     | ۱۰۸٬۱۴۰            | ۴۲٫۰۱٪           | ۳۱ از ۶۰  | ▲ ۳۰              | اکثریت          |
| ۱۹۷۰     | ۱۲۹٬۴۳۴            | ۴۲٫۲۳٪           | ۲۳ از ۶۰  | ▼ ۸               | کودتا (BNP)     |
| ۱۹۸۵     | تنها حزب شرکت‌کننده | –                | ۶۰ از ۶۰  | ▲ ۳۷              | اکثریت مطلق     |
| ۱۹۹۳     | ۱۲۰٬۶۸۶            | ۲۲٫۶۶٪           | ۰ از ۶۵   | ▼ ۶۰              | خارج از پارلمان |
| ۱۹۹۸     | ۱۴۵٬۲۱۰            | ۲۴٫۴۵٪           | ۱ از ۸۹   | ▲ ۱               | اپوزیسیون       |
| ۲۰۰۲     | ۱۲۴٬۲۳۴            | ۲۲٫۴۱٪           | ۲۱ از ۱۲۰ | ▲ ۲۰              | اپوزیسیون       |
| ۲۰۰۷     | ۲۹٬۹۶۵             | ۶٫۷۶٪            | ۳ از ۱۲۰  | ▼ ۱۸              | اپوزیسیون       |
| ۲۰۱۲     | ۳۲٬۷۸۸             | ۴٫۳۱٪            | ۵ از ۱۲۰  | ▲ ۲               | ائتلاف          |
| ۲۰۱۵     | ۳۱٬۵۰۸             | ۵٫۵۳٪            | ۷ از ۱۲۰  | ▲ ۲               | اپوزیسیون       |
| ۲۰۱۷     | ۲۳٬۴۵۱             | ۴٫۰۵٪            | ۵ از ۱۲۰  | ▼ ۲               | ائتلاف          |
| ۲۰۲۲     | ۷٬۳۴۳              | ۱٫۴۳٪            | ۱ از ۱۲۰  | ▼ ۴               | اپوزیسیون       |